# TVS
TVS (Telewizja Silesia) – pierwsza polskojęzyczna regionalna stacja telewizyjna o profilu rozrywkowym. Kanał TVS jest przeznaczony  głównie do mieszkańców województwa śląskiego, obejmującego historyczne ziemie Górnego Śląska i Małopolski (w tym Zagłębie Dąbrowskie i Zagłębie Krakowskie). TV Silesia został stworzony jako konkurencja dla TVP Katowice.

## Historia

### 2006–2007
Pod koniec 2006 roku został złożony wniosek do KRRiT o przyznanie koncesji kanału.
13 listopada 2007 została przyznana koncesja na nadawanie satelitarne.

### 2008
19 marca 2008 roku kanał regionalny TVS zainaugurował emisję testową.
27 marca 2008 roku wystartował portal internetowy TVS. Na stronie tvs.pl są publikowane informacje z województwa śląskiego wraz ze zdjęciami i materiałami wideo, pojawiają się też artykuły z różnych dziedzin życia.
29 marca 2008 roku po godz. 10:00 widzów TVS przywitał Marek Czyż w towarzystwie regionalnego Zespołu Pieśni i Tańca „Śląsk”. Arkadiusza Hołdę, prezesa TV Silesia powitano chlebem i solą. Podczas pierwszych godzin dziennikarze kanału rozmawiali z zaproszonymi gośćmi, m.in. Arturem Rojkiem, Kamilem Durczokiem, Tadeuszem Sławkiem i Krystyną Bochenek.
14 kwietnia 2008 roku o godz. 21:00 na antenie zadebiutował magazyn informacyjny „Silesia Informacje”. Został zdjęty w 2015 roku. W latach 2017–2024 był emitowany jako „Silesia Flesz”.
5 maja 2008 roku TV Silesia zdecydowała o wydłużeniu czasu emisji programu oraz zwiększeniu liczby programów informacyjnych i publicystycznych.
5 lipca 2008 roku o godz. 7:00 zadebiutowało „Radio Silesia na wizji”, pierwszy tego typu program w Polsce.
Od 4 grudnia 2008 roku stacja jest dostępna dla Polonii w USA i Kanadzie. Rozpoczęto nadawanie programu przez całą dobę.
W czasie świąt Bożego Narodzenia w roku 2008 Telewizja Śląska pokazała pierwsze filmowe pozycje. 31 grudnia 2008 roku stacja zorganizowała pierwszą imprezę sylwestrową w Katowicach.

### 2009
Po Nowym Roku zdecydowano na regularną emisję filmów. W marcu 2009 roku wprowadzono teletekst. 29 marca 2009 roku TVS przygotowała dla widzów „Dzień Otwarty TVS” z występami gwiazd śląskiej estrady.
W październiku nowym dyrektorem programowym stacji został Marek Czyż. Zastąpił na tym stanowisku Sławomira Zielińskiego, który dwa miesiące wcześniej opuścił stacje.

### 2010
W listopadzie stacja utworzyła własną fundację pod nazwą „Fundacja TVS”.

### 2015
Rozwiązano redakcję Silesia Informacje.

### 2018
Wyemitowano pierwszy nowy serwis informacyjny Silesia Flesz.

### 2024
Rozwiązano redakcję Silesia Flesz. Ze stacją pożegnała się dyrektor Małgorzata Piechoczek. Jej miejsce zajął Jacek Swoboda.

## Redakcja
Siedziba główna znajduje się w Katowicach przy Placu Grunwaldzkim. Zespół TVS liczy około 20 osób.

## Współpraca zTVN,Radiem Zeti Biurem „Rutkowski”
W ramówce telewizji TVS pojawiły się produkcje TVN-u. TVS emitowała m.in. programy Nauka jazdy, Usterka, Maraton uśmiechu, Cela. Jak ustalił Presserwis, śląska telewizja dzieliła się zyskami z reklam z TVN-em.
Kanał nadawał w każdy piątek „Ligę hitów Radia Zet”. Program tak samo, jak i w radiu prowadził Tomasz Miara, który prezentował w telewizji 15 przebojów, wybieranych w minionym tygodniu przez słuchaczy Radia Zet na stronie internetowej www.radiozet.pl.
25 grudnia 2009 stacja wyemitowała 1 odcinek programu detektywistycznego „Rutkowski Patrol” ukazującego pracę agencji detektywistycznej Krzysztofa Rutkowskiego. Program realizowała katowicka firma „Grupa Nonsens”, której przedstawiciele poinformowali, że serial tworzony jest w jakości Full HD, czasem z ukrytych kamer.